# Claudia Dabda
Claudia Voulania Dabda est une joueuse de football camerounaise née le 1er juillet 2001 à Yaoundé. Elle joue comme défenseuse pour le club de Premier League féminine saoudienne Al-Hilal et l'équipe du Cameroun féminine de football.

## Carrière en club

### ASFF Diamaré: 2018-2019
Claudia Dabda commence sa carrière professionnelle avec le club camerounais ASFF Diamaré. 

### Louves Minproff: 2020
Elle porte ensuite les couleurs de Louves Minproff à Yaoundé.

### Dinamo Minsk: 2020-2023
Le 29 avril 2020, Claudia Dabda rejoint le Dinamo Minsk en Premier League féminine de Biélorussie. Elle est la deuxième recrue africaine du club après le recrutement de la défenseuse sud-africaine Bambanani Mbane en février. Elle joue un rôle majeur dans la victoire historique du Dinamo Minsk en Premier League en 2020, remportant le tout premier titre du club. Elle contribue également au titre de champion du Dinamo Minsk les deux saisons suivantes. Dabda a disputé 66 matchs et inscrit 8 buts.

### Toulouse: 2023
En janvier 2023, Dabda signe avec le club français de Toulouse pour un contrat de six mois,. Elle rejoint Toulouse avec l'objectif d'éviter la relégation, compte tenu de la position d'avant-dernier du classement. Malgré ses efforts et les trois nuls et les deux victoires de l'équipe, Toulouse a essuyé une relégation en Division 3.

### Al-Hilal: 2023 à aujourd’hui
En août 2023, Dabda s'engage avec le club saoudien d’Al Hilal. Elle fait ses débuts avec le club lors du Championnat saoudo-jordanien des clubs, organisé en Jordanie du 23 au 27 août 2023. 

## Carrière en équipe nationale
Dabda a fait partie de l'équipe camerounaise des moins de 17 ans lors de la Coupe du monde féminine de football des moins de 17 ans 2016 ainsi que lors de Coupe du monde féminine de football des moins de 17 ans 2018,. Elle fait ses débuts en équipe nationale sénior lors du match de qualification pour la Coupe d'Afrique des nations féminine de football 2022 contre la République centrafricaine en octobre 2021,. Lors de cette compétition continentale avec les Lionnes indomptables, elle termine quart-de-finaliste face aux Nigérianes. 